# Hyposoter rubiginosus
Hyposoter rubiginosus là một loài tò vò trong họ Ichneumonidae.